# Blepharita matillana
Blepharita matillana là một loài bướm đêm trong họ Noctuidae.